# Erik Dalman
Erik Gustav Dalman, född 17 september 1918 i Vargnäs, Leksands församling, död där 1 augusti 1990, var en svensk konstnär.
Han var son till hemmansägaren Gustav Dalman och Elin Olsson samt från 1945 gift med Britta Sund (1922–1996). Dalman studerade vid Edward Berggrens målarskola i Stockholm och under en studieresa till Frankrike 1949. Han medverkade i utställningar med Dalarnas konstförening och ställde ut separat i bland annat Ludvika. Hans konst består av stilleben och landskapsmålningar. Makarna Dalman är begravda på Leksands kyrkogård.  